# 브조주프군

포트카르파츠키에주 지도에 표시된 브조주프군의 위치

브조주프군(폴란드어: powiat brzozowski)은 폴란드 포트카르파츠키에주에 위치한 군으로 군청 소재지는 브조주프이며 면적은 540.39km2, 인구는 65,652명(2019년 기준), 인구 밀도는 120명/km2이다.
북쪽으로는 제슈프군, 동쪽으로는 프셰미실군, 남동쪽으로는 사노크군, 서쪽으로는 크로스노군, 북서쪽으로는 스트시주프군과 접한다. 6개 지방 자치체(1개 도시형 농촌, 5개 농촌)를 관할한다.

군기
군 문장